# 霍夫曼點 (加利福尼亞州)
霍夫曼點（英語：Hoffman Point）是位於美國加利福尼亞州弗雷斯諾縣的一個非建制地區。該地的面積和人口皆未知。

## 地理
霍夫曼點的座標為36°41′32″N 119°11′53″W / 36.69222°N 119.19806°W，而該地的平均海拔高度為450米（即1476英尺）。